# 242. Infanterie-Division (Wehrmacht)
Die 242. Infanterie-Division der Wehrmacht war eine deutsche Infanteriedivision im Zweiten Weltkrieg. 

## Geschichte
Die Division wurde am  9. Juli 1943 auf dem Truppenübungsplatz Groß Born in Pommern als bodenständige Division im Wehrkreis II aus der Division „A“ aufgestellt. Zu Trainingszwecke und als Besatzungstruppe folgte die Verlegung nach Belgien. Die waffentechnische Ausstattung bestand meist aus Beutewaffen der Franzosen und Italiener, eingeschlossen einiger Waffen aus dem Ersten Weltkrieg, wie z. B. Maxim-Maschinengewehre.
Ab Oktober 1943 war die Division der 19. Armee im französischen Toulon unterstellt. Im Juli 1944 erreichte der Großverband eine Truppenstärke von 12.000 Mann und lag in Stellung mit der 148. Reserve-Division aus dem gleichen Armeekorps und der 244. Infanterie-Division. Nach der alliierten Landung in Südfrankreich (im Zuge der Operation Dragoon) im August 1944 wurde die Division zerschlagen und am 7. Oktober 1944 aufgelöst. Der Stab bildete die neue 189. Infanterie-Division.

## Gliederung
Die 242. Inf.-Div. bestand aus:
- Grenadier-Regiment 917 (ab April 1944 mit dem Armenischen Ostbataillon II./9)
- Grenadier-Regiment 918  (ab April 1944 mit dem Armenischen Ostbataillon I./198)
- Grenadier-Regiment 919 (ab Oktober 1943 zur 709. Infanterie-Division)
- Grenadier-Regiment 765 (im November 1943 von der 715. Infanterie-Division, ab April 1944 mit dem Aserbeidschanischen Ostbataillon 807)
- Artillerie-Regiment 242 (spätere Ergänzung der Abteilungen durch italienische Beutewaffen)
- Divisionseinheiten 242

## Kommandeure
- Generalmajor/Generalleutnant Johannes Baeßler

## Ausstattung
Die 242. Inf.-Div. war u. a. mit folgender Bewaffnung aus nicht deutscher Produktion ausgestattet:
- Maschinengewehr Schwarzlose mit Kaliber 6.5 mm, 8 mm
- 13,2-cm-Maschinengewehr 271 (f)
- 2,5-cm-PaK 113(f)
- 4,7-cm-PaK 181(f)
- 4,7-cm-PaK 36(t)
- Jugoslawische Skoda M28 10 cm Feldhaubitze
- Italienische Skoda 100/17 Feldhaubitze
- Tschechische Skoda M14/19 10 cm Feldhaubitze